# Mormotomyia hirusta
Mormotomyia hirusta är en tvåvingeart som beskrevs av Austen 1936. Mormotomyia hirusta ingår i släktet Mormotomyia och familjen Mormotomyiidae.
Artens utbredningsområde är Kenya. Inga underarter finns listade i Catalogue of Life.